# Mycetophila saltanensis
Mycetophila saltanensis är en tvåvingeart som beskrevs av Lane 1955. Mycetophila saltanensis ingår i släktet Mycetophila och familjen svampmyggor. Inga underarter finns listade i Catalogue of Life.